# 玉川駅 (北海道)
玉川駅（たまがわえき）は、北海道芦別市にあった三井芦別鉄道の駅（停留場・廃駅）である。当停留場は頼城駅の構内扱いであった。蒸気機関車を転向させる転車台があった。

## 歴史
- 1959年（昭和34年）?月?日 : 三井鉱山芦別鉄道の停留場（旅客のみ取り扱い）として開業。
- 1960年（昭和35年）10月1日 : 三井芦別鉄道に移管。
- 1972年（昭和47年）6月1日 : 三井芦別鉄道線の旅客営業廃止。事実上休止駅となる。
- 1989年（平成元年）3月26日 : 廃止[2]。

## 隣の駅
三井芦別鉄道
三井芦別鉄道線
頼城駅 - 玉川停留場